# Dinamo Kursk
Dinamo Kursk (ros. Футбольный клуб «Динамо» Курск, Futbolnyj Kłub "Dinamo" Kursk) – rosyjski klub piłkarski z siedzibą w mieście Kursk, działający w latach 1937–1966.

## Historia
Chronologia nazw:
- 1937: Dinamo Kursk (ros. «Динамо» Курск)
- 1966: klub rozwiązano

Piłkarska drużyna Dinamo została założona w Kursku w 1937 roku. W 1937 i 1938 zespół startował w rozgrywkach Pucharu ZSRR. W latach 1939, 1940, 1947, 1951 i 1966 brał udział w Pucharze Rosyjskiej RFSR wśród drużyn kultury fizycznej. Również od 1948 do 1951 występował w Mistrzostwach Rosyjskiej RFSR wśród amatorów. 
Po zakończeniu sezonu 1966 klub został rozwiązany.

## Sukcesy
- Puchar ZSRR:
  - 1/64 finału (1x): 1937.

## Inne
- Awangard Kursk